# Listă de regizori de film - K
|  | Liste alfabetice de regizori de film A - B - C - D - E - F - G - H - I - J - K - L - M - N - O - P - Q - R - S - T - U - V - W - X - Y - Z |

| - Karel Kachyňa - Cédric Kahn - Mihail Kalatozov - Kevin Kangas - Raj Kapoor - Roman Karmen - Lawrence Kasdan - Mathieu Kassovitz - Philip Kaufman (* 1936) - Romuald Karmakar (* 1965) - Aki Kaurismäki (* 1957) - Mika Kaurismäki (* 1955) - Helmut Käutner (1908 - 1980) - Jerzy Kawalerowicz - Tony Kaye - Elia Kazan (1909 - 2003) - Buster Keaton (1895 - 1966) - Michael Kehlmann (* 1927) - William Keighley | - David Kellogg - Gene Kelly - Richard Kelly (* 1975) - Richard Kern (* 1954) - Erwin Keusch (* 1946) - James Kerwin - Abbas Kiarostami - Krzysztof Kieślowski (1941 - 1996) - Kim Ki-duk (* 1960) - Henry King - Keisuke Kinoshita - Teinosuke Kinugasa - Takeshi Kitano (* 1947) - Gerhard Klein (1920 - 1970) - Roland Klick (* 1939) - Elem Klimov - Alexander Kluge (* 1932) - Masaki Kobayashi (* 1916) - Volker Koepp (* 1944) | - Dieter Köster (* 1947) - Alexander Graf von Kolowrat-Krakowsky - Jan Kounen - Alexander Korda - Zoltan Korda - Hirokazu Koreeda (* 1962) - Fritz Kortner (1892 - 1970) - Michail Kozintsev - Henry Koster - Theodor Kotulla (1928 - 2001) - George Kuchar - Stanley Kubrick (1928 - 1999) - Norbert Kückelmann (* 1930) - Lew Kuleschow (1899 - 1970) - Kei Kumai - Roger Kumble - Akira Kurosawa (1910 - 1998) - Emir Kusturica (* 1955) - Stanley Kwan |